# Hana yori dango (série télévisée)
Hana yori dango (花より男子) est une série télévisée japonaise en neuf épisodes de 54 minutes diffusé entre le 21 octobre et le 16 décembre 2005 sur TBS. Elle est basée sur la série manga japonaise shōjo, Boys Over Flowers (花 より 男子, Hana yori dango), écrit par Yoko Kamio. La série est l'adaptation télévisée du tiers de la Meteor Garden manga suivant et sa suite Meteor Garden II à Taiwan. Il a également donné lieu à un retour sequel Hana yori dango Returns et l'adaptation d'un film Hana yori dango Final. Hana yori dango a été l'un des dramas les plus populaires de l'année et a remporté de nombreux prix importants.
Si Hana yori dango est l'un des dramas les plus connus, il reste inédit dans tous les pays francophones.

## Synopsis
Makino Tsukushi, issue d'un milieu modeste, intègre le milieu des étudiants riches à la prestigieuse école Eitoku Gakuen. Initialement, elle voulait y entrer parce que son idole, une mannequin de renommée internationale nommée Todô Shizuka, était une ancienne élève de l'école. Peu de temps après cependant, Makino découvre le caractère superficiel de ses camarades de classe. Leur arrogance et son incapacité à s'identifier à eux à cause de son statut social limitent ses chances de se faire des amis. Pire encore, l'école est dirigée par le F4 ou Quatre Fleurs, composé des playboys Nishikado Sôjiro et Mimasaka Akira, de l'introverti Hanazawa Rui, et du violent leader du F4 Domyôji Tsukasa. Le F4, formé des fils de magnats riches et les plus puissants du Japon, intimide les autres étudiants jusqu'à ce qu'ils soient expulsés ou cessent les cours.
Le seul souhait de Makino était de rester invisible dans Eitoku pour éviter d'avoir des ennuis. Cependant, elle croise la route du F4 après que sa première et seule amie à l'école, Sanjo Sakurako, renverse accidentellement son verre sur la chemise blanche de Domyôji dans la cafétéria. Makino la défend malgré les risques. Le lendemain, elle reçoit un carton rouge dans son casier (un ordre du F4 pour persécuter la cible par tous les moyens possibles) et, par conséquent, toute l'école se retourne contre elle. Malgré le harcèlement, Tsukushi, la "mauvaise herbe difficile", refuse de céder et d'abandonner. Après que Domyôji a écrasé le repas que ses parents ont minutieusement préparé pour elle, elle se rebelle enfin, le frappe et déclare la guerre au F4. Ce comportement inattendu surprend Domyôji et entraîne ironiquement son amour pour Makino. Mais Tsukushi éprouve des sentiments pour Rui, qui de son côté n'est pas indifférent à son amie d'enfance Shizuka.
La relation entre Tsukasa et Tsukushi est le thème principal tout au long de la série. Divers défis pèsent cependant sur eux : les sentiments que Tsukushi a pour Rui, l'envie des étudiants d'Eitoku, leurs différences de classe sociale, la nature impétueuse et possessive de Tsukasa, et l'animosité de Domyôji Kaede, la mère de Tsukasa. La première saison se termine avec Domyôji donnant à Makino un collier représentant Saturn et lui déclarant son amour juste avant son départ pour New York.

## Distribution

### Acteurs principaux
- Mao Inoue : Makino Tsukushi
- Jun Matsumoto : Domyouji Tsukasa
- Shun Oguri : Hanazawa Rui
- Shota Matsuda : Nishikado Soujiro
- Tsuyoshi Abe (en) : Mimasaka Akira

### Seconds rôles
- Aki Nishihara : Matsuoka Yuki
- Mayumi Sada : Shizuka Todo
- Seto Saki : Asai Yuriko
- Fukada Aki : Ayuhara Erika
- Matsuoka Emiko : Yamano Minako
- David Ito : Nishida
- Megumi Sato (en) : Sakurako Sanjo
- Nanako Matsushima : Tsubaki Domyoji
- Mariko Kaga : Kaede Domyoji
- Takako Katō : Sachiyo Sengoku (Okami-San)
- Susumu Kobayashi : Haruo Makino
- Mako Ishino : Chieko Makino
- Satoshi Tomiura : Susumu Makino

### Invités
- Ito Kazue : Yamanaka Minako
- Nakayama Masei : Terada Junji (Classe 2C)
- Ikeda Kaori : Morioka Mizuki
- Tomohiro Kaku (en) : Sawatari Shingo (épisode 1)
- Sano Kazuma : Kimoto Takayuki (épisode 1)
- Hasegawa Tomoharu (épisode 1)
- Shunji Igarashi (en) (épisode 1)
- Kento Handa (en) : Ryuji (épisode 4-5)
- Gashuin Tatsuya (épisode 4-5)
- Takuma Takayuki (épisode 4-9)
- Shugo Oshinari (en) : Nakatsuka (épisode 6-7)
- Yoko Mitsuya (en) : Nakatsuka's Other Girl (épisode 6-7)
- Sakai Ayana : Kurimaki Ayano (épisode 8-9)
- Hankai Kazuaki : TOJ's Emcee (épisode 8-9)
- Momoko Shibuya (en) : un participant TOJ (épisode 8-9)
- Suzuki Sotaro (épisode 9)